# Kèye Fat Faye
Pour les articles homonymes, voir Faye.
Kèye Fat Faye, née le 22 avril 1982, est une karatéka sénégalaise.

## Carrière
Kèye Fat Faye remporte aux Championnats d'Afrique de karaté 2004 à Durban la médaille d'or en kumite dans la catégorie des plus de 60 kg ainsi que la médaille de bronze en kumite open. Aux Championnats d'Afrique de karaté 2005 à Luanda, elle obtient la médaille d'or en kumite par équipe et la médaille de bronze en kumite des plus de 60 kg et en kumite open
Elle est médaillée d'or en kumite dans la catégorie des moins de 68 kg aux Championnats d'Afrique de karaté 2010 au Cap.